# Vittoria Colonna (poemat)
Vittoria Colonna albo Olimpia Colonna – zaginiony poemat Cypriana Kamila Norwida z 1847 roku, którego bohaterką jest renesansowa poetka Vittoria Colonna.
Utwór powstał prawdopodobnie we Włoszech w 1847. Jego bohaterką jest Vittoria Colonna zwana również Olimpia albo La Divina, rzymska patrycjuszka, obiekt idealnej miłości Michała Anioła. Ta właśnie przyjaźń była prawdopodobnie treścią poematu Norwida, który był żarliwym wielbicielem włoskiego artysty i zazdrościł mu względów okazywanych przez idealną kochankę (I nie na próżno nawet będzie wzdychał – Do Boskie mającej imię).
Poemat wysłał Norwid do druku redaktorom Przeglądu Poznańskiego, braciom Koźmianom. Ci jednak zlekceważyli utwór i przekazali go Edmundowi Bojanowskiemu redaktorowi Pokłosia, popularnej zbieranki literackiej na korzyść sierot. Bojanowski również nie wydrukował poematu. Rękopis znajdował się u niego do marca 1859, kiedy to, w związku z projektowanym wydaniem rozproszonych utworów Norwida, przesłał go księgarzowi poznańskiemu Janowi Konstantemu Żupańskiemu. Co się później stało z utworem nie wiadomo.